# Gleicheniaceae
Gleicheniaceae Mirb. è una famiglia di piante dell'ordine Gleicheniales.

## Descrizione
Le Gleicheniaceae sono felci terrestri, spesso formanti boschetti. Presentano rizomi lunghi e striscianti, con squame o peli multicellulari. Le fronde sempreverdi sono monomorfe, erette, rampicanti o prostrate, con foglie pennate che hanno una consistenza cartacea. I sori sono portati in 1-3 linee su entrambi i lati delle nervature delle pinnule. Non sono presenti indusi, quindi i sori sono nudi.

## Tassonomia
La famiglia comprende i seguenti generi:
- Dicranopteris Bernh.
- Diplopterygium (Diels) Nakai
- Gleichenella Ching
- Gleichenia Sm.
- Sticherus C.Presl
- Stromatopteris Mett.